# Vũ Dân Tân

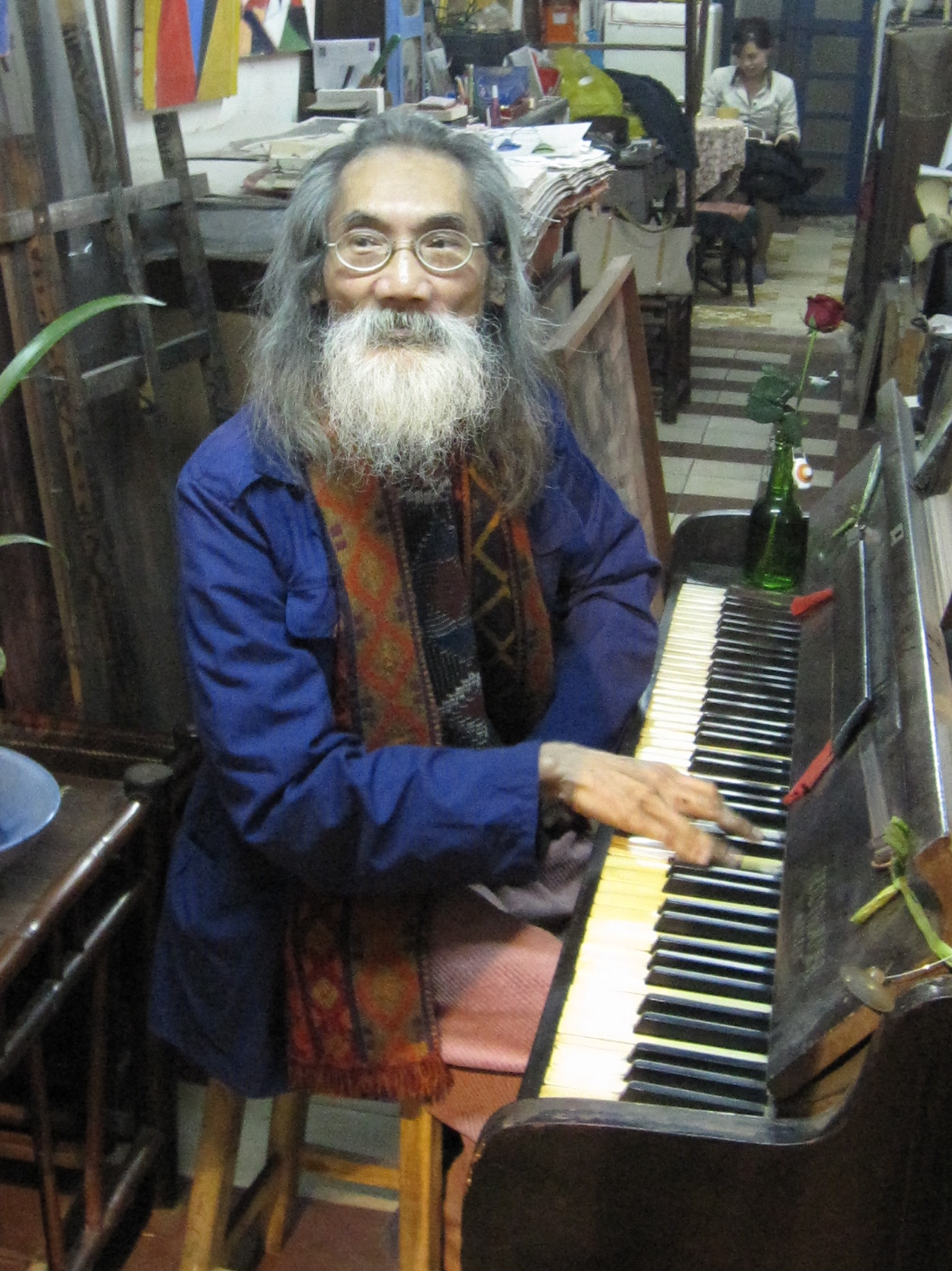
Vũ Dân Tân chơi piano trong phòng trưng bày của ông ở Hà Nội vào năm 2008

Vũ Dân Tân (3 tháng 10 năm 1946 – 14 tháng 10 năm 2009 ) là một họa sĩ người Việt Nam. Ông là con trai của nhà viết kịch Vũ Đình Long (1896–1960). Người vợ Nga Natasha của ông đã biến ngôi nhà Hà Nội của họ thành một thẩm mỹ viện và diễn đàn mở. Ông là một trong ba nghệ sĩ Việt Nam tham gia Triển lãm nghệ thuật đương đại châu Á – Thái Bình Dương lần thứ hai tại Phòng trưng bày nghệ thuật Queensland, Úc từ ngày 27 tháng 9 năm 1996 đến ngày 19 tháng 1 năm 1997.